# HMS Lance (G87)
HMS Lance (G87) là một tàu khu trục lớp L được Hải quân Hoàng gia Anh Quốc chế tạo vào cuối những năm 1930. Nó đã nhập biên chế và phục vụ trong Chiến tranh Thế giới thứ hai cho đến khi bị hư hại nặng bởi hai đợt không kích liên tiếp gần Malta vào năm 1942. Được kéo trở về Anh, nó được đánh giá là một tổn thất toàn bộ và bị tháo dỡ.

## Thiết kế và chế tạo
Lance được đặt hàng cho xưởng tàu của hãng Yarrow Shipbuilders ở Scotstoun, Glasgow vào ngày 31 tháng 3 năm 1938 trong Dự toán Ngân sách Hải quân 1937. Nó được đặt lườn vào ngày 1 tháng 3 năm 1939, cùng ngày với con tàu chị em HMS Laforey; được hạ thủy vào ngày 28 tháng 11 năm 1940 và được đưa ra hoạt động vào ngày 13 tháng 5 năm 1941. Tổng chi phí chế tạo nó là 440.204 Bảng Anh, không kể đến những trang bị như vũ khí và thiết bị liên lạc do Bộ Hải quân Anh cung cấp. Nó được cộng đồng cư dân của Bexley và Welling, Kent đỡ đầu vào tháng 11 năm 1941.

## Lịch sử hoạt động

### Vùng biển nhà
Sau khi nhập biên chế, Lance đặt căn cứ tại Scapa Flow cùng các tàu chiến khác thuộc Hạm đội Nhà. Vào ngày 22 tháng 5, nó hộ tống thiết giáp hạm HMS King George V trong việc truy tìm thiết giáp hạm Đức Bismarck. Tuy nhiên, nó bị trục trặc động cơ nên được cho tách ra để quay về Scapa Flow. Nó tham gia trở lại việc tìm kiếm vào ngày 26 tháng 5, rồi hộ tống cho King George V quay trở về Anh sau khi đánh chìm được Bismarck.
Đến tháng 6, Lance được điều động về Bộ chỉ huy Tiếp cận phía Tây cùng với Đội hộ tống 11 đặt căn cứ tại Greenock. Vào ngày 22 tháng 6, nó cùng với tàu khu trục HMS Legion hộ tống cho tàu sân bay HMS Furious băng qua Đại Tây Dương đến Gibraltar trong khuôn khổ một hoạt động nhằm chuyển giao máy bay tiêm kích đến Malta. Nó tiếp tục tham gia chiến dịch, hộ tống tàu sân bay HMS Ark Royal và các đơn vị khác thuộc Hạm đội Địa Trung Hải đến Malta suốt tháng đó. Nó quay trở về Greenock vào tháng 7, tiếp tục nhiệm vụ hộ tống và bảo vệ các đoàn tàu vận tải.

### Địa Trung Hải
Sang tháng 8, Lance hộ tống các đoàn tàu vận tải băng qua khu vực Tiếp cận Tây Bắc trước khi quay trở lại Gibraltar vào cuối tháng để hộ tống các đoàn tàu vận tải tại Địa Trung Hải. Nó tiếp tục hộ tống các Đoàn tàu vận tải Malta, và đã nằm trong thành phần hộ tống cho các đoàn tàu trong Chiến dịch Halberd. Trong chuyến đi này, các con tàu chịu đựng các cuộc tấn công không kích và tàu ngầm nặng nề, nhưng đã xoay xở đến được Malta. Sau thành công này, chiếc tàu khu trục quay trở về Gibraltar cùng các con tàu khác của hạm đội. Nó trải qua một đợt bảo trì từ ngày 1 đến ngày 12 tháng 10, rồi gia nhập Lực lượng K với nhiệm vụ ngăn chặn các đoàn tàu vận tải đối phương chuyển hàng tiếp liệu sang Bắc Phi. Vào ngày 9 tháng 11, lực lượng đặc nhiệm đụng độ với một đoàn tàu vận tải đối phương gồm bảy chiếc, được hộ tống bởi các tàu khu trục Ý Fulmine, Euro, Maestrale, Libeccio, Oriano và Gregale, và được yểm trợ bởi các tàu tuần dương Trento và Trieste. Trong trận chiến diễn ra sau đó, được biết đến dưới tên gọi Trận chiến vận tải Duisburg, mọi tàu buôn đối phương cùng với Fulmine đã bị đánh chìm.
Vào ngày 23 tháng 11, Lance rời Malta cùng với Lực lượng K sau khi có báo cáo về một đoàn tàu vận tải đối phương đang trên đường từ Taranto đến Benghazi. Sang ngày hôm sau, họ phát hiện các tàu vận chuyển tiếp liệu Đức Maritza và Procidas được hộ tống bởi hai tàu phóng lôi Ý. Cả hai chiếc tàu buôn đều bị bắn cháy và đánh chìm. Sau một thời gian vào ụ tàu tại Malta, Lance quay trở lại nhiệm vụ hộ tống vận tải. Vào ngày 17 tháng 12, nó tham gia Trận Sirte thứ nhất, và sang ngày 19 tháng 12 đã trợ giúp vào các nỗ lực cứu vớt sau khi nhiều tàu chiến thuộc Lực lượng K lọt vào một bãi mìn do phía Ý vừa mới rải. Cùng với HMS Havock, nó đã hộ tống tàu tuần dương HMS Exeter quay trở về Malta. Các chiếc HMS Kandahar và HMS Neptune bị đánh chìm trong khi HMS Aurora và HMS Penelope bị hư hại nặng.
Lance trải qua tháng 1 năm 1942 làm nhiệm vụ hộ tống vận tải tại Địa Trung Hải, rồi đến tháng 2 được điều động sang Chi hạm đội Khu trục 22 tiếp tục đảm nhiệm các nhiệm vụ hộ tống khác. Vào ngày 13 tháng 2, nó đang hộ tống Đoàn tàu MW-9 khi bị đối phương không kích. Chiếc SS Clan Campbell bị hư hại nặng và được cho tách ra để đi đến Tobruk, được hai tàu khu trục khác hộ tống. Những đợt không kích các tiếp nối vào ngày hôm sau, khi đoàn tàu bị thiệt hại nặng. Lance tiếp tục ở lại cùng đoàn tàu cho đến ngày 15 tháng 2, khi nó lên đường đi Malta cùng với HMS Penelope và HMS Legion. Vào ngày 16 tháng 2, nó đi vào ụ tàu tại Malta để sửa chữa.
Công việc sửa chữa Lance dự định hoàn tất vào tháng 4, tuy nhiên vào ngày 5 tháng 4, nó trúng phải một quả bom trong một đợt không kích nhắm vào xưởng tàu, và chịu đựng hư hại nặng, bị đánh bật khỏi bệ ụ tàu và bị ngập một phần. Đến ngày 9 tháng 4, nó tiếp tục trúng bom và công việc sửa chữa phải ngừng lại. Lườn tàu sau đó được trục vớt và được kéo đến Xưởng tàu Chatham cho một cuộc khảo sát toàn diện, nhằm xác định những công việc cần sửa chữa để đưa nó hoạt động trở lại. Con tàu được cho là hư hại quá mức có thể sửa chữa kinh tế, và được công bố như một tổn thất toàn bộ. HMS Lance được đưa vào danh sách loại bỏ vào năm 1944 và được bán cho hãng TW Ward để tháo dỡ. Nó được kéo đến xưởng tàu của hãng tháo dỡ tại Grays, Essex, vào tháng 6 năm đó.